# Марсел Јанко
Марсел Јанко (рум. Marcel Janco; Букурешт, 24. маја 1895 — Тел Авив, 21. априла 1984) румунско-израелски је сликар.

## Биографија
Јанко 1915. године одлази у Цирих да студира архитектуру на умјетничко-занатској школи (Kunstgewerbeschule). Ту је срео Жана (Ханса) Арпа и земљака пјесника Тристана Цару. С њима је учествовао у оснивању и у сусретима познатог Кабареа Волтер, гдје је „рођен” дадаизам. У то вријеме своју умјетност је усмјерио стилу који је ослобођен сваке врсте фигурације, експериментишући са везом између апстракције и архитектонских елемената у својим рељефима и сликама. Његове слике на платну од вреће из тог периода (Сунце, Свијетли врт, 1918; Прив. збирка), полихроматски гипсани рељефи, и касније уљане слике и колажи, користе грубе, топле материјале и граде се у слојевима. Са Арпом, Августом Ђакометијем и другим, 1918. године је помогао у оснивању Радикалне умјетничке групе у Цириху, која је објавила часопис са истим именом. Посјета Паризу 1921. године, помогла му је да увиди на које све начине се његова умјетност разликовала од других дадаиста и будућих надреалиста.
Године 1922. Јанко се вратио у Румунију, гдје је основао часопис Савременик (Contimporanul) чије су различите активности трајале до 1940. године. У Тел Авив као јеврејски ратни избјеглица стигао је 1942. године. Током 1940-их, углавном је напустио своје раније апстрактне експеримете и фигурацију свјежих тонова боје коју је развио током 1920-их и 1930-их, и замијенио их упечатљивим експресионистичким визијама субјеката којима је сада био окружен (Арапска кафана, Жуто, 1947; Лос Анђелес, Збирка Клајн). Током 1950-их и 1960-их вратио се апстракцији, али сада у једном смиренијем и лиричном маниру. За разлику од радова из 1920-их, његове касне апстракције су засноване на природним облицима (Лет 607, 1957).